# مقاطعة غلوغاه (مازندران)
مقاطعة غلوغاه (بالفارسية: شهرستان گلوگاه) هي منطقة سكنية في إيران وتقع في مازندران يقدر عدد السكان في
مقاطعة غلوغاه، بـ 39,450 نسمة .